# Калашникова, Галина Алексеевна
Кала́шникова Гали́на Алексе́евна — советская и российская актриса, театральный режиссёр, профессор, педагог, Заслуженный работник культуры.

## Биография
Родилась 26 декабря 1922 год в Киеве.
В 1937 году поступила в молодёжный драматический театр при Дворце культуры ЗИЛ под руководством легендарного режиссёра из Московского театра имени Ленинского комсомола Сергея Львовича Штейна. В военные годы участвовала в концертно-фронтовой бригаде ЗИЛа. За творческую работу и участие в военных действиях в годы Великой Отечественной войны получила две медали: «За оборону Москвы» и «За доблестный труд во время Великой Отечественной войны»
В 1950 году окончила ГИТИС (кафедра музыкальной комедии) по специальности: актриса музыкального театра, педагог (мастер курса — актёр и режиссёр Аркадий Григорьевич Вовси).
С 1977 года возглавила Народный театр при ДК ЗИЛ и проработала там в должности Главного режиссёра в течение 10 лет.
С 1964 по 2008 год являлась руководителем курса и педагогом на кафедре режиссуры и мастерства актёра в Московском Государственном Университете Культуры и Искусств (МГУКИ).
Умерла Галина Алексеевна 21 октября 2010 года.

## Спектакли
- «Продолжение легенды» (в соавторстве с С. Л. Штейном)
- «Снежная королева»
- «А зори здесь тихие»
- «Собака на сене»
- «Эшелон»
- «Здравствуй, Катя!»
- «Три сестры»
- «Утиная охота»
- «Клоп»
- «Пять вечеров»